# Níger en los Juegos Paralímpicos de Pekín 2008
Níger estuvo representado en los Juegos Paralímpicos de Pekín 2008 por un deportista masculino. El equipo paralímpico nigerino no obtuvo ninguna medalla en estos Juegos.